# Caproni Trento F.5
Die Caproni Trento F.5 war ein italienisches Schulflugzeug mit Strahlantrieb der unmittelbaren Nachkriegszeit.

## Entwicklung
Die Fa. Caproni ging 1950 in Konkurs. Die Unternehmensgruppe bestand jedoch aus etwa 20 einzelnen Firmen, von denen einige weitergeführt werden konnten. Eine dieser Firmen war Aeroplane Caproni Trento in Garbolo bei Trient. Dieses Unternehmen hatte sich in der Nachkriegszeit auf Wartung- und Reparaturarbeiten konzentriert. 1951 begann man hier unter der Leitung des Ingenieurs Stelio Frati mit den Arbeiten an einem neuen Schulflugzeug. In den 1950er Jahren gab es unter den Konstruktionen der verschiedenen Flugzeughersteller eine Reihe vergleichbarer Typen.

## Beschreibung
Die F.5 war ein Tiefdecker mit einziehbarem Bugradfahrwerk und bestand vollständig aus Holz, die Ruder waren stoffbespannt. Es kamen die zeitgenössischen Techniken des Segelflugzeugbaus zum Einsatz. Für den Einsatz als Schulflugzeug verfügte die Maschine über eine Doppelsteuerung, die beiden Piloten saßen hintereinander. Die Kabinenhaube war abwerfbar.
Das Triebwerk war im Rumpf hinter den Piloten eingebaut, die Lufteinlässe befanden sich in den Tragflächenwurzeln. Der Triebwerksauslass befand sich hinter den Tragflächenkanten unterhalb des Leitwerks. Die ersten Testflüge zeigten, dass die F.5 hervorragende Start- und Landeeigenschaften aufwies.
Die F.5 war seit dem Zweiten Weltkrieg das erste italienische Leichtflugzeug mit Strahltriebwerk. Es wurden jedoch nur ein Exemplar hergestellt. Trotz massiver Verkaufsbemühungen musste der Hersteller bald darauf ebenfalls aufgeben. Vom ältesten und ehemals größten italienischen Flugzeughersteller blieb somit nur der Teilbetrieb Caproni Vizzolla bestehen, der Segelflugzeuge herstellte.

## Technische Daten
| Kenngröße             | Daten.                               |
| --------------------- | ------------------------------------ |
| Besatzung             | 2                                    |
| Länge                 | 6,625 m                              |
| Spannweite            | 7,65 m                               |
| Höhe                  | ? m                                  |
| Flügelfläche          | 10 m²                                |
| Leermasse             | 484 kg                               |
| max. Startmasse       | 750 kg                               |
| Reisegeschwindigkeit  | ? km/h                               |
| Höchstgeschwindigkeit | 390 km/h                             |
| Dienstgipfelhöhe      | 8000 m                               |
| Reichweite            | 300 km                               |
| Triebwerke            | 1 × Turbomeca Palas mit 1,5 kN Schub |

## Erhaltene Flugzeuge
Das einzige gebaute Flugzeug steht heute im Museo dell’aeronautica Gianni Caproni in Trient, Italien.